# Conquista romana di Malta
La conquista romana di Malta avvenne nel 218 a.C., di preciso durante i primi mesi della seconda guerra punica. Questa rapida operazione militare, condotta dal secondo Console dell'anno Tiberio Sempronio Longo che disponeva di un esercito pari a circa 26 000 soldati, comportò l'annessione alla Repubblica romana delle isole maltesi, che vennero incluse nella provincia di Sicilia.

## Contesto storico
Maleth si trovava sotto il controllo cartaginese dal 480 a.C., e una prima e massiccia offensiva senza l'obbiettivo di acquisirla i romani la compirono con l'invece primo Console Gaio Atilio Regolo Serrano nel 257, al tempo della prima guerra punica; per il conseguimento della vittoria, il Senato romano gli tributò la celebrazione di un trionfo navale.
Quando Annibale Barca diede inizio al nuovo conflitto con Roma l'arcipelago era affidato ad Amilcare Giscone, possibilmente il fratello di Asdrubale, che le presidiava comandando 2 000 armati o poco più. Nonostante il recente successo nella battaglia di Lilibeo, alla quale lo stesso Console Longo aveva preso parte, i romani avevano la seria preoccupazione che il nemico potesse tentar di scatenare una rivolta contro di loro in Sicilia. Per evitare ciò Melita, la base punica nelle immediate vicinanze di quest'ultima, dovette necessariamente essere occupata.

## Guerra
Tiberio Sempronio Longo salpò con la flotta proprio da Lilibeo: in seguito allo sbarco ci furono delle iniziali schermaglie, presumibilmente concluse con l'invasore romano avente la meglio. Da qui gli storici divergono: secondo Polibio di Megalopoli, che è la fonte antica che ne parla, Amilcare si arrese e con lui la guarnigione, mentre altri contemporanei sostengono che gli abitanti in qualche maniera li tradirono e consegnarono ancor prima che lo potessero fare. Uno scenario è supportato dalla plateale inferiorità numerica, l'altro dal fatto che gli isolani chiaramente volessero evitare le ripercussioni di una pesante belligeranza con i romani, che peraltro garantivano futuri guadagni economici tanto quanto i cartaginesi, presi da Longo come prigionieri di guerra. Infatti pochi giorni dopo, una volta tornato a Lilibeo li vendette tutti come schiavi; tutti tranne i nobili, fra cui probabilmente Amilcare.

## Conseguenze
Da quel momento in poi Malta rientrò dunque nei domini di Roma, e il capoluogo e centro amministrativo, Ann, fu ribattezzato omonimo all'isola principale. In linea generale tutte quante le isole ottennero una certa autonomia, forse come premio per il mutamento di lealtà, e le ricerche archeologiche han dimostrato che vi fu una continuità demografica durante il periodo di transizione tra il governo cartaginese e romano.

### Fonti primarie
- (EN) Dennis Castillo, The Maltese Cross: A Strategic History of Malta, 2006.
- (EN) Dexter Hoyos, A Companion to the Punic Wars, 2011.
- (EN) Claudia Sagona, The Archeology of Punic Malta, 2002.